# Sven Källström
Sven Gustaf Källström, född 23 oktober 1921 i Järfälla, död 4 april 2000 i Bandhagen, var en svensk målare. 
Källström studerade konst i Sverige och under ett flertal studieresor i utlandet. Han hade sedan 1970 regelbundet separatutställningar på olika platser i Sverige. En utställning i Worcester USA fick ett mycket uppskattat mottagande. Hans konst består av folklivsskildringar, samt landskap i olja och gouache från olika delar av Sverige. Källström är begravd på Skogskyrkogården i Stockholm. 